# Első Magyar Mechanikai Hordógyár
Első Magyar Mechanikai Hordógyár egy nagy múltú budapesti fafeldolgozó üzem (1107 Budapest, Jegenye utca 15–21.).

## Története
1871-ben alapította Hermann János. Kezdetben kádárműhelyként működött, mechanikai üzemmé 1895-ben alakult át. Közismert nevét 1910-től használta. Tölgyfából boros és sörös hordókat állított elő. A részvénytársaság már működésének első éveiben évi 100-110 nagy ászokhordót, 1400-1500 boroshordót és 2000 söröshordót készített. Az üzem 1895-ben 40 munkást foglalkoztatott az üzem, a gépeket pedig egy 50 lóerejű gőzgép hajtotta.
1918-ban részvénytársasággá alakult a gyár, azt követően, hogy magába olvasztotta a Cervenka és Grosz gyárat. 1924-ben nagy mértékben korszerűsítették.
1941-ben mintegy 80 munkást foglalkoztatott. Ebben az időben 50 munkagéppel (200 lóerő üzemi teljesítménnyel) Magyarország legnagyobb hordógyára volt. Termékeit Kiállításokon érmekkel és díszoklevelekkel díjazták, kormányzói dicsérő elismerést is kapott. Vezérigazgatója Klinger Dezső volt ekkoriban, aki körülbelül 50 éve dolgozott a vállalatnál.
1948-ban államosították, ezt követően zsíros hordókat, az 1960-as évektől ipari hordókat készített. 1955-től fatakarékossági program következtében a söröshordók gyártásában alumínium alapra tértek át, fából ezt követően kizárólag ipari és export boroshordók készültek. Iparvágány vezetett a területére a Jegenye utcai vontatóvágányból. Ez utóbbi már nem létezik.
1976-tól több más fafeldolgozó üzemmel (Furnér- és Lemezművek, Hárosi Falemezművek) együtt Fűrész-, Lemez- és Hordóipari Vállalat néven működött a rendszerváltásig.
A gyár 1995-ben került magántulajdonba és felvette a DOLIUM Hordógyártó és Faipari Kft. nevet. Mind a mai napig üzemel a régi telephelyen.